# Ivan Babić
Ivan Babić (Zagabria, 29 aprile 1984) è un calciatore croato, centrocampista del Klas Mićevec.